# 渡部康三
渡部康三（わたなべ・やすぞう、1880年 - 1952年）は日本のコルネット奏者、オペラ企画者、実業家。

## 経歴
東京音楽学校に入学。東京音楽学校に入学するも、当時は楽器別の専攻制度は確立されておらず、「器楽部」所属とのみ記録されている。音楽学校での管楽器の教育も完備されておらず、実技の殆どは陸海軍軍楽隊などに赴いて習得したものと思われる。
1901年（明治34年）3月31日に奏楽堂で行なわれた瀧廉太郎渡欧送別演奏会で、当日唯一の管楽器奏者として出演し、フランツ・アプト作曲「森の朝」を演奏した。また、卒業後の1904年12月には「吊祭会兼月次演奏会」でベートーヴェン「エグモント」の一部を演奏した記録もある。なお、在学中はアウグスト・ユンケル指揮のオーケストラでコルネットのみならずトランペットも演奏していたが、個人名を明記した演奏記録は、上記以外にはない。
1903年(明治36年)7月23日の日本人による最初のオペラ上演に関係する。しかし、その後は音楽家としての活動は行なっていない。オペラ公演の裏方としての実績とは裏腹に、演奏家としての技量は評価されず、本格的な交響楽団も未だ誕生していない状況から、演奏家として活動することはなかったといえる。なお、専攻の他に能楽（謡曲）についても学び、音楽学・音響学の田中正平博士に師事して謡曲の旋律を五線譜で筆記する試みにも関わった（「猩々」の譜面が現存）。能楽衣装のスケッチなどいくつかの資料は1970年代に遺族によって国立能楽堂に寄贈された。
後に実業界(造船業)に転ずるが、この面でも成功したとは言えず、晩年は太平洋戦争後までの長い隠居生活を送った。なお、事業の失敗には小型船での木製から鋼鉄製への変化期に、その潮流を読めなかったことが原因であったとされる。晩年には経済的にも余裕を欠く状態だったと伝えられる。また長男（唯一の男子）である渡部正輝が上智大学卒業直後にスキー中に雪崩に遭って落命、造船所破綻の直後に夫人のまき（検事総長・春木義彰の娘）が急死するといった不幸も重なっていた。

## オペラ「オルフェウス」上演とのかかわり
日本人による最初のオペラ上演とされているグルック作曲「オルフェウス」は1903年（明治36年）7月23日に、ノエル・ペリー指揮、ラファエル・フォン・ケーベルのピアノ伴奏で行なわれ、声楽専攻の柴田環（後の三浦環）などが出演した。合唱には渡部康三自身や、オーボエの草分となる島田英雄（日本聖公会の聖職者で英語教育者である静岡学問所出身の幕臣、島田弟丸の子）などが参加している。
この公演の費用は、殆どが渡部朔が弟の渡部康三に卒業祝い(同年夏に卒業、当時は秋から夏までの欧米式の学期制)として渡した1000円（現在では数百万円とされる）を使ったものであった。また歌詞の翻訳には、東京帝国大学や東京外国語学校の学生だった乙骨三郎、石倉小三郎、近藤朔風（逸五郎）などが加わり、いずれも後に音楽評論家、訳詞家として名を成している。公演の準備や打ち合わせには、田口卯吉（沼津兵学校資業生から歴史・経済学）邸が頻繁に使われ、乙骨三郎の従兄であった上田敏もアドバイスに訪れていたとされる。

## 卒業演奏の記録（オペラ「ゼッキンゲンの喇叭手」とのかかわり）
オペラ上演に先立つ7月10日に卒業演奏があり、やはり当日唯一の管楽器奏者としてヴィクトル・ネスラー(ネッスラー)作曲のオペラ「ゼッキンゲンの喇叭手」（ゼッキンゲンのトランペット吹き）からのアリアをコルネットで演奏している。このオペラは1880年代に在独中の森鷗外も関心を寄せるなど、部分的には知られていたが、日本での全曲の上演は2006年10月の、山形県長井市（物語の舞台となったバート・ゼッキンゲン市の姉妹都市）で、音楽史家、瀧井敬子の企画によるものまで、一世紀以上を待たねばならなかった。
墓は父（温）、兄（朔）らと共に、東京・谷中霊園にある。

## 家族・親族
- 父親：渡部温は幕臣で英学者、翻訳者、実業家であり、沼津兵学校教授であった（但し同校は康三の誕生前に廃止）。
- 兄：渡部朔は農学者、実業家。父・温の死後は親代わりの存在であった。
- 叔父(母の弟)：成澤知行は陸軍工兵中佐。幕末に柳河春三の「中外新聞」に関係し、維新後に沼津兵学校で学び英語と工学を専門とした。
  - 叔父・知行の子に、成澤知次（陸軍参謀本部中佐・宣伝部宗教班長）がおり、太平洋戦争中に、徳川頼貞侯爵の下でフィリピンでのキリスト教と音楽に関する宣撫活動に従事した。
- 叔父(母の末弟)：成澤知次は陸軍少佐。山口鋠（八甲田雪中行軍遭難事件の大隊長として遭難）。